# رانیموستین
رانیموستین (به انگلیسی: Ranimustine) (INN، با نام تجاری Cymerin؛ و نیز به عنوان MCNU شناخته می‌شود) یک عامل آلکیله‌کننده نیتروزواوره است که در ژاپن برای درمان لوسمی مزمن مغز استخوان و پلی سیتمی ورا تأیید شده‌است.